# Westwoodia ruficeps
Westwoodia ruficeps là một loài tò vò trong họ Ichneumonidae.